# 徳島市宮井小学校
徳島市宮井小学校（とくしまし みやいしょうがっこう）は、徳島県徳島市多家良町にある公立小学校。

## 沿革
- 1875年 - 共立宮井小学校を創設。
- 1888年 - 飯谷分教場、渋野分教場を設置する。
- 1892年 - 飯谷分教場と渋野分教場がそれぞれ独立校になる。
- 1898年 - 多家良高等小学校を合併して宮井尋常高等小学校と改称。
- 1909年 - 本庄分教場、八多分教場を創設。
- 1951年 - 徳島市宮井小学校と改称する。
- 1961年 - 八多分校用務室増築する。
- 1986年 - 本庄分校が徳島市渋野小学校と統合する。
- 1989年 - 八多分校、東側に守球ネットを取り付ける。
- 1993年 - 八多分校の新校舎完成。
- 2012年 - 八多分校が休校。
- 2015年 - 八多分校を閉校し本校に統合。
- 2016年 - 徳島市飯谷小学校が休校となり、同校の児童を編入。

## 服装
制服が存在する。ただし、実際に着用が義務付けられているのは儀式のときなど限定的で、それ以外のときは基本的に私服登校が可能。

## 関連学校
- 徳島市南部中学校

## 通学区域が隣接している学校
- 徳島市上八万小学校
- 徳島市渋野小学校
- 小松島市立児安小学校
- 小松島市立芝田小学校
- 小松島市立櫛渕小学校
- 勝浦町立生比奈小学校
- 勝浦町立横瀬小学校
- 佐那河内村立佐那河内小学校